# (444030) 2004 NT33
(444030) 2004 NT33 est un objet classique de la ceinture de Kuiper découvert en 2004 et considéré comme planète naine potentielle.
En 2011, son diamètre était estimé à environ 580 km. Cette valeur était de 554 km en 2008. L'estimation la plus récente, datant de mars 2014, est de 423 +87
−80 km.
Il est actuellement à 38,2 ua du Soleil.